# Spiroctenus minor
Espèce
Spiroctenus minor est une espèce d'araignées mygalomorphes de la famille des Bemmeridae.

## Distribution
Cette espèce est endémique du Cap-Oriental en Afrique du Sud,. Elle se rencontre vers Alicedale.

## Description
La femelle holotype mesure 22,5 mm.

## Publication originale
- Hewitt, 1913 : Descriptions of new species of Arachnida from Cape Colony. Records of the Albany Museum, vol. 2, p. 462-481.